# Тай (Казахстан)
Тай (каз. Тай) — село у складі Екібастузької міської адміністрації Павлодарської області Казахстану. Входить до складу Екібастузького сільського округу.
Населення — 285 осіб (2021; 390 у 2009, 673 у 1999, 1175 у 1989).
Національний склад станом на 1989 рік:
- казахи — 100 %